# なにわ淀川花火大会
なにわ淀川花火大会（なにわよどがわはなびたいかい）は、毎年8月初めに大阪市の新淀川で開かれる花火大会。第18回より名称が平成淀川花火大会（へいせいよどがわはなびたいかい）から改められた。

## 概要
1989年（平成元年）から「平成淀川花火大会運営委員会」が企業などからの寄付によって平成淀川花火大会を毎年開催。2005年の第17回からは、8月5日ではなく、8月の第1又は、第2土曜日に変更され、2006年の第18回からは、名称をなにわ淀川花火大会に改めた（運営委員会は「なにわ淀川花火大会運営委員会」）。打ち上げ数は非公開。運営委員会はボランティアによって構成されていて、地元十三の人々の手作りの花火大会として知られている。大会実施時は、会場周辺は交通規制される。
2014年（平成26年）は台風11号の接近により安全確保が困難として、（第2土曜日の週末に当たる）8月9日と10日の予備日順延を含め取りやめとなった。2020年と2021年は新型コロナウイルス感染拡大の影響で中止となったが、2022年は8月27日に3年ぶりに開催された。2025年の第37回は大阪・関西万博が開催される関係で、万博閉幕後の10月18日開催となる予定である。
2015年からは予備日がなくなった。

## 大会概要
- 開催日時：8月第二土曜日（例外有）
- 会場：淀川河川敷（新御堂筋新淀川大橋～国道2号淀川大橋）
- 有料観覧席
  - 納涼船
  - 十三会場
  - 梅田会場（旧大淀会場・中津会場）
  - 堤防パノラマシート

注
2013年の大会で船舶上から観覧した観客が、帰港中に船舶同士の沈没事故があったことを踏まえ、2014年大会からは主催者に誓約書を提出、かつ安全協力の寄付金を指定日までに入金することができる協力船に限り、淀川大橋の国道2号から上流に入れることを条件として入港を認めるという方式に変更された。なお上述の通り2014年は花火大会そのものが台風のため安全上の理由により、予備日順延も含め中止になっている。

## アクセス
- 塚本駅（JR神戸線・JR宝塚線）
- 十三駅（阪急神戸本線・阪急宝塚本線・阪急京都本線）
- 中津駅（阪急神戸本線・阪急宝塚本線）
- 梅田駅・大阪駅・中津駅（阪急・阪神・Osaka Metro御堂筋線・JR）

近年は混雑のため駅の入場制限が行われたときの迂回先として
- 御幣島駅（JR東西線）
- 海老江駅（JR東西線）
- 姫島駅（阪神本線）
- 野田駅（阪神本線）
- 南方駅（阪急京都本線）
- 西中島南方駅（Osaka Metro御堂筋線）
- 野田阪神駅（Osaka Metro千日前線）

が案内されている。